# Chiesa di San Michele Arcangelo (Gragnano Trebbiense)
La chiesa di San Michele Arcangelo è la parrocchiale di Gragnano Trebbiense, in provincia di Piacenza e diocesi di Piacenza-Bobbio; fa parte della vicariato della Bassa Val Trebbia e della Val Luretta.

## Storia
La prima citazione di una chiesa a Gragnano risale al 1132 ed è da ricercare in un documento dal quale s'apprende che la medesima era filiale della pieve di Tuna.
Nel 1690 venne posta la prima pietra della nuova parrocchiale; l'edificio fu portato a compimento nel 1700.
Nel 1828 fu approvato dal Consiglio dell'Opera Parrocchiale il progetto di realizzazione della facciata, che, disegnata da Antonio Costantini, venne ultimata l'anno successivo.

## Descrizione

### Facciata
La facciata della chiesa, preceduta da un sagrato realizzato con ciottoli di fiume di diversi colori posti a formare decorazioni geometriche, si presenta in stile neoclassico, è a capanna ed è spartita in due registri, entrambi tripartiti verticalmente; quello inferiore, sul quale s'apre il portale d'ingresso, di forma rettangolare, sovrastato da un dipinto raffigurante San Michele Arcangelo in combattimento con Lucifero, opera del pittore Trento Longaretti, è scandito da lesene d'ordine dorico sorreggenti la trabeazione caratterizzata da triglifi, mentre quello superiore, che presenta due nicchie laterali e una finestra centrale dotata di mensola, è scandito da lesene ioniche, sopra le quali s'imposta il timpano di forma triangolare, ai lati e sopra il quale sono collocati dei pinnacoli.

### Interno
L'interno, che presenta una pianta ad aula, si compone di una sola navata, sulla quale s'affacciano le quattro cappelle laterali, intitolate al Crocifisso, alla Vergine Maria, a San Giuseppe e al Bambino di Praga e caratterizzate da pianta rettangolare con volta a botte; le pareti sono caratterizzate da lesene doriche sorreggenti la trabeazione di ordine dorico, sopra la quale si imposta la volta a botte dell'aula, scandita da degli archi a tutto sesto che la separano in campate, che sono in totale cinque.
Il presbiterio dà sulla navata tramite un arco a tutto sesto che poggia su pilastri murali a fascio di ordine dorico. Esso si caratterizza per una struttura rettangolare, formata da due campate, che presentano lesene di ordine dorico, ed è voltato a botte. Il presbiterio si presenta rialzato rispetto al piano della navata ed è accessibile tramite due gradini in marmo rosso di Verona.
Opere di pregio qui conservate sono l'affresco raffigurante l'Annunciazione, eseguita nel 1938 da Cesare Sacchi, e la pala dell'altare, dipinta da Robert De Longe verso la fine del XVII secolo.

### Campanile
Sul lato sinistro della chiesa, all'altezza della terza campata, sorge la torre campanaria, a pianta quadrata e suddivisa in tre ordini da delle cornici marcapiano; la cella presenta su ognuno dei quattro lati una bifora a tutto sesto impostata su colonnine binate e dotata di balaustra, mentre sugli angoli si trovano lesene di ordine dorico appoggiate a un basamento continuo e sormontate da una cornice in aggetto.
Il campanile termina con un tamburo di forma ottagonale dotato di aperture laterali tonde sopra il quale vi è la cupola di forma ottagonale in coppi che termina con la lanterna.